# Vitasjö, Skåne
Vitasjö är en sjö i Osby kommun i Skåne och ingår i Helge ås huvudavrinningsområde.